# Ульские курганы
У́льские курга́ны (Уля́пские курганы) — группа из одиннадцати скифо-меотских курганов, расположенных около аула Уляп, археологический памятник.

## История раскопок
Раскопки 1898—1909 годов проводились экспедицией археолога Н. И. Веселовского. При этом в самом крупном из Ульских курганов (№ 1) в 1898 г. обнаружены : 1) богатое погребение вождя племени Майкопской культуры, 2) фрагменты глубокого килика работы мастеров группы Хаймон или тесно примыкающих к ней групп Ланкут или Линдос (первая половина V в. до н. э.), 3) закрытый сосуд (Hals-амфора) выполненный в манере вазописца Антимена (конец VI в. до н. э.), 4) килика с росписью во фризе (начало V в. до н. э.); 5) фрагмент терракотовой статуэтки в виде богини на троне родосского типа (конец VI — начало V вв. до н. э.). В кургане № 2 был найден редкий для территории Сев. Причерноморья чернофигурный сифон.
В 1982—1983 годах кавказской археологической экспедицией Государственного музея Востока во главе с Лесковым А. М. в ульском кургане № 4 был обнаружен серебряный ритон. Передняя часть ритона завешается протомой мифического крылатого коня, по туловищу проходит рельефная золотая пластинка с изображением битвы греческих богов с исполинами.
В ходе раскопок 2007 г. В. Р. Эрлихом обнаружены:
1. меотское святилище;
2. оружие с золотыми и серебряными украшениями в зверином стиле;
3. конские захоронения (в самом большом кургане 410 костяков лошадей).

Самые древние находки — из кургана, раскопанного Н. И. Веселовским и относимые к Майкопской культуре, остальные датируются VI—V вв. до н. э. (эпоха раннего железа).

### Музеи, хранящие находки
Драгоценные предметы из Ульских (Уляпских) курганов, признанные в качестве шедевров майкопского звериного стиля, а также более поздних скифского и меотского звериного стиля, на данный момент находятся в четырёх музеях России:
— раскопки Н. И. Веселовского 1898 года — в Государственном историческом музее;
— раскопки Н. И. Веселовского 1908—1909 годов — в Эрмитаже;
— находки А. М. Лескова 1982 года — в Государственном музее Востока;
— находки А. М. Лескова 1983 года — в Государственном музее Востока;
— раскопки В. Р. Эрлиха в 2007 году — Национальный музей республики Адыгея.

## Этнокультура
А. М. Лесков (в соавторстве с Л. К. Галаниной) в своей научной статье «Население закубанья в VI—V вв. до н. э. (По материалам Ульских (Уляпских) курганов)» делает следующие выводы :

Ульские курганы, исследованные в 1898, 1908, 1909 гг. Н. И. Веселовским и в 1982—1983 гг. Кавказской археологической экспедицией Гос.музея Востока (11 курганов), по праву принадлежат к числу наиболее знаменитых памятников Кубани эпохи раннего железа.
Мнения специалистов об этнокультурной принадлежности населения, оставившего Ульские курганы, различны.
Так, например, Н. В. Анфимов, Б. Н. Граков и др. считали их памятниками меотов, а А. И. Тереножкин, В. А. Ильинская связывали их со скифами.
Раскопки последних 15 лет, с одной стороны, подтвердили мнение В. П. Шилова и Н. В. Анфимова об эволюционном развитии культуры местного населения с начала железного века протомеотского времени (VIII в. до н. э.), а с другой — благодаря новым раскопкам Келермесских курганов и открытию здесь грунтового могильника, а также исследованию Уляпских святилищ, — выясняется большое всестороннее влияние, оказанное кочевниками-киммерийцами и ранними скифами — носителями иранского этноса — на местные оседлые племена.
Учитывая смешанный характер культуры населения Закубанья в VI—IV вв. до н. э., представляется справедливым называть её меото-скифской, где постепенно слабеют привнесённые элементы культуры кочевников, которая все более растворяется в местной меотской среде.

И. В. Ксенофонтова обращает внимание на наличие в Ульских курганах терракоты, что по её мнению говорит о более глубоком античном влиянии на меотские племена, то есть можно говорить не только об экономическом, но и о культурном воздействии.